# پاتریا
پاتریا (فنلاندی: Patria Oyj) شرکت هوافضای فنلاندی است، که در سال ۱۹۹۷ تأسیس شد.